# Luis Fernando Suárez
Luis Fernando Suárez (Medellín, 1959. december 23. –) kolumbiai labdarúgó, edző. Több klubcsapat mellett volt a hondurasi válogatott szövetségi kapitánya is, jelenleg a Costa Rica-i válogatott edzője.

## Sikerei, díjai

### Játékosként
Atlético Nacional
- Copa Libertadores (1): 1989

### Edzőként
Atlético Nacional
- Kolumbiai bajnok (1): 1999